# Associazione Sportiva Biellese 1934-1935
Questa voce raccoglie le informazioni riguardanti l'Associazione Sportiva Biellese nelle competizioni ufficiali della stagione 1934-1935.

## Rosa
| N. |                   | Ruolo | Calciatore      |
| -- | ----------------- | ----- | --------------- |
|    | Italia (bandiera) | P     | Gamba           |
|    | Italia (bandiera) | P     | Mario Vialardi  |
|    | Italia (bandiera) | D     | Severino Tibi   |
|    | Italia (bandiera) | D     | Miotti          |
|    | Italia (bandiera) | D     | Raviglione      |
|    | Italia (bandiera) | D     | Coda            |
|    | Italia (bandiera) | D     | Savoia          |
|    | Italia (bandiera) | C     | Giovanni Greppi |
|    | Italia (bandiera) | C     | Macario         |
|    | Italia (bandiera) | C     | Maja            |
|    | Italia (bandiera) | C     | Mario Baldin    |

| N. |                   | Ruolo | Calciatore          |
| -- | ----------------- | ----- | ------------------- |
|    | Italia (bandiera) | A     | Giovanni Costanzo I |
|    | Italia (bandiera) | A     | Giuseppe Godino     |
|    | Italia (bandiera) | A     | Mario Pagliano      |
|    | Italia (bandiera) | A     | Francesco Tagliani  |
|    | Italia (bandiera) | A     | Comello             |
|    | Italia (bandiera) | A     | Caudera             |
|    | Italia (bandiera) | A     | Martinelli          |
|    | Italia (bandiera) | A     | Santagostino        |
|    | Italia (bandiera) | A     | Giuseppe Aliberti   |
|    | Italia (bandiera) | A     | Paolo Vigna         |
|    | Italia (bandiera) | A     | Picco               |

## Risultati

### Prima Divisione

#### Girone C

##### Girone di andata
| Biella 7 ottobre 1934 1ª giornata                  | Biellese  | 1 – 1 referto | Pirelli | Campo Sportivo Rivetti |
| \| \| \| \| \| Costanzo I \| Marcatori \| Villa \| |           |               |         |                        |
|                                                    |           |               |         |                        |
| Costanzo I                                         | Marcatori | Villa         |         |                        |

| Biella 14 ottobre 1934 2ª giornata | Biellese         | 0 – 0 referto | Rhodense | \| Arbitro: \| Ziglioli (Crema) \| |
| Arbitro:                           | Ziglioli (Crema) |               |          |                                    |

| Arbitro: | Tommei (Savona) |

|                                      |           |  |
| Narizzano II Rosso II Narizzano I Co | Marcatori |  |

| Biella 4 novembre 1934 4ª giornata | Biellese        | 0 – 0 referto | Varese | Campo Sportivo Rivetti\| Arbitro: \| Lusina (Milano) \| |
| Arbitro:                           | Lusina (Milano) |               |        |                                                         |

| Savigliano 18 novembre 1934 5ª giornata | Saviglianese | 3 – 3 referto | Biellese |  |

| Arbitro: | Capriolo |

|                                   |           |                         |
| Bianciotto Martin IV Garan ?’, ?’ | Marcatori | Caudera Tagliani Baldin |

| Biella 2 dicembre 1934 7ª giornata                         | Biellese  | 1 – 2 referto     | SIAI Marchetti | Campo Sportivo Rivetti |
| \| \| \| \| \| Godino \| Marcatori \| ?’, ?’ Perucco II \| |           |                   |                |                        |
|                                                            |           |                   |                |                        |
| Godino                                                     | Marcatori | ?’, ?’ Perucco II |                |                        |

| Arbitro: | Bogetti (Torino) |

|         |           |  |
| Peretti | Marcatori |  |

| 23 dicembre 1934 9ª giornata |  | – Turno di riposo |  |  |

| Arbitro: | Ferri (Milano) |

|                        |           |          |
| Costanzo ?’, ?’ Godino | Marcatori | Saragoni |

| Arbitro: | Zanchi |

|                 |           |         |
| Giuliani ?’, ?’ | Marcatori | Comello |

| Biella 20 gennaio 1935 12ª giornata                              | Biellese  | 2 – 2 referto     | Rivarolo | Campo Sportivo Rivetti |
| \| \| \| \| \| Picco Godino \| Marcatori \| Grassano Cianetti \| |           |                   |          |                        |
|                                                                  |           |                   |          |                        |
| Picco Godino                                                     | Marcatori | Grassano Cianetti |          |                        |

| Omegna 27 gennaio 1935 13ª giornata | Cusiana       | 2 – 1 referto | Biellese | \| Arbitro: \| Motta (Pavia) \| |
| Arbitro:                            | Motta (Pavia) |               |          |                                 |

##### Girone di ritorno
| Milano 17 febbraio 1935 14ª giornata | Pirelli           | 1 – 1 referto | Biellese | \| Arbitro: \| Ceccherini (Pisa) \| |
| Arbitro:                             | Ceccherini (Pisa) |               |          |                                     |

| Rho 24 febbraio 1935 15ª giornata | Rhodense        | 1 – 3 Annullata referto | Biellese | \| Arbitro: \| Lenti (Pistoia) \| |
| Arbitro:                          | Lenti (Pistoia) |                         |          |                                   |

| Arbitro: | Zanchi jr. (Bergamo) |

|                                     |           |  |
| Pagliano ?’, ?’, ?’ Godino Costanzo | Marcatori |  |

| Arbitro: | Dentelli (Parma) |

|            |           |          |
| Borsani II | Marcatori | Costanzo |

| Biella 17 marzo 1935 18ª giornata                                   | Biellese  | 5 – 0 referto | Saviglianese | Campo Sportivo Rivetti |
| \| \| \| \| \| Macario Pagliano Picco ?’, ?’, ?’ \| Marcatori \| \| |           |               |              |                        |
|                                                                     |           |               |              |                        |
| Macario Pagliano Picco ?’, ?’, ?’                                   | Marcatori |               |              |                        |

| Biella 31 marzo 1935 19ª giornata                  | Biellese  | 1 – 1 referto | Pinerolo | Campo Sportivo Rivetti |
| \| \| \| \| \| Macario \| Marcatori \| Forneris \| |           |               |          |                        |
|                                                    |           |               |          |                        |
| Macario                                            | Marcatori | Forneris      |          |                        |

| Sesto Calende 7 aprile 1935 20ª giornata                   | SIAI Marchetti | 1 – 2 referto     | Biellese |  |
| \| \| \| \| \| Milano \| Marcatori \| Tagliani Pagliano \| |                |                   |          |  |
|                                                            |                |                   |          |  |
| Milano                                                     | Marcatori      | Tagliani Pagliano |          |  |

| Biella 14 aprile 1935 21ª giornata | Biellese | 0 – 0 referto | Pontedecimo | Campo Sportivo Rivetti |

| 21 aprile 1935 22ª giornata |  | – Turno di riposo |  |  |

| Voghera 28 aprile 1935 23ª giornata                | Vogherese | 1 – 1 referto | Biellese |  |
| \| \| \| \| \| Manfredi \| Marcatori \| Macario \| |           |               |          |  |
|                                                    |           |               |          |  |
| Manfredi                                           | Marcatori | Macario       |          |  |

| Arbitro: | Leoni (Milano) |

|                  |           |  |
| Caudera Tagliani | Marcatori |  |

| Arbitro: | Perani (Bergamo) |

|          |           |        |
| Cianetti | Marcatori | Godino |

| Biella 19 maggio 1935 26ª giornata      | Biellese  | 1 – 0 referto | Cusiana | Campo Sportivo Rivetti |
| \| \| \| \| \| Picco \| Marcatori \| \| |           |               |         |                        |
|                                         |           |               |         |                        |
| Picco                                   | Marcatori |               |         |                        |